# Euodynerus pseudonotata
Euodynerus pseudonotata är en stekelart som beskrevs av Blüthgen 1938. Euodynerus pseudonotata ingår i släktet kamgetingar, och familjen Eumenidae. Inga underarter finns listade i Catalogue of Life.